# Manuel Chrysoloras

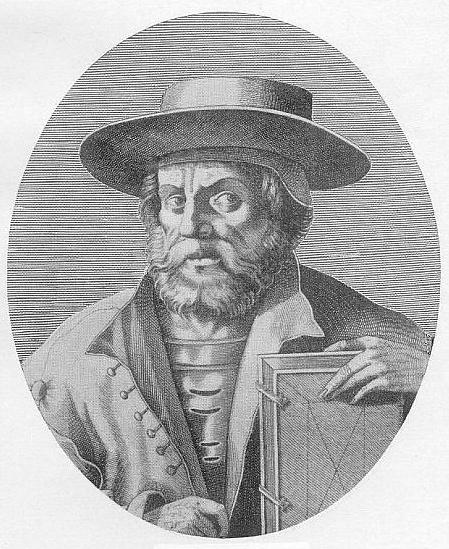
Manuel Chrysoloras (1350–1415), Stich von N. L'Armessin (1862)

Manuel Chrysoloras (auch Emanuel Chrysoloras, griechisch Μανουήλ Χρυσολωράς; * 1353 vermutlich in Konstantinopel; † 15. April 1415 in Konstanz) war ein byzantinischer Diplomat und Förderer der griechischen Literatur in Westeuropa.

## Leben
Im Jahr 1393 entsandte der byzantinische Kaiser Manuel II. Palaiologos Chrysoloras in diplomatischer Mission nach Westeuropa. Politisch erschien dieser Schritt notwendig, da die Bedrohung durch die Türken die weitere Existenz des Reiches ernsthaft in Frage stellte. Die diplomatische Mission zielte auf Geldsammlungen und die Suche nach möglichen Bündnispartnern im Falle bewaffneter Auseinandersetzungen.
Chrysoloras ließ sich zunächst in Italien nieder. Mit seinen Erotemata sive Quaestiones (gedruckt 1496) schuf er die erste in Westeuropa gebräuchliche griechische Grammatik. Zu seinen Schülern zählten unter anderem Uberto Decembrio, Guarino da Verona und vielleicht Ambrogio Traversari. Dieser aus einer diplomatischen Mission erwachsene Kulturkontakt zwischen Byzanz und dem lateinischen Westen fiel in eine Zeit, in der sich verschiedene Kreise von Gelehrten und Künstlern in Italien zunehmend für die klassische Antike zu interessieren begannen. Sie begründeten damit die geistige Strömung des Renaissance-Humanismus. Chrysoloras ist es wohl auch zu einem Gutteil zu danken, dass man sich im lateinischen Westen wieder für das Griechische interessierte und so die in dieser Sprache verfassten klassischen Texte wieder lesen konnte. 1396 berief ihn Coluccio Salutati, der Kanzler von Florenz, ihn zum ersten Dozenten für Griechisch an der Universität. Dort blieb er von 1397 bis 1400 und förderte den Aufbau griechischer Handschriftensammlungen in Italien. An diesen Bemühungen nahm ein weiterer Schüler von ihm, Niccolò Niccoli, bedeutenden Anteil. Durch den Ankauf dieser Handschriften vornehmlich aus konstantinopolitischen Beständen war es letzten Endes möglich, dass diese durch Abschriften der Humanisten überliefert wurden. Chrysoloras hatte auch bedeutenden Anteil an der Herausbildung der Klassischen Philologie in dieser Zeit. Bedeutende Schüler waren Leonardo Bruni, Jacopo d'Angelo, und Ambrogio Traversari, ferner Guarino da Verona, Coluccio Salutati, Roberto Rossi, Niccolò Niccoli, Carlo Marsuppini, Pier Paolo Vergerio, Uberto Decembrio, Poggio Bracciolini und Palla Strozzi. Dann ging er nach Mailand, Pavia und Venedig, 1408 nach Rom als päpstlicher Sekretär.
Schließlich war Chrysoloras auch Gesandter auf dem Konzil von Konstanz, auf dessen Beschluss hin Jan Hus verbrannt wurde. In Konstanz erinnert eine Grabplatte an Chrysoloras, der dort während des Konzils verstarb.

## Textausgabe
- Jacques-Paul Migne (Hrsg.): Manuelis Chrysolarae epistolae. Graece et Latine. Paris 1866.